# Isabel Piralkova Coello
Isabel Piralkova Coello (Arenys de Mar, 23 de junio de 2005) es una un waterpolista española que juega para el CN Terrassa. Además es internacional con la selección femenina de waterpolo de España.

## Selección nacional
Es jugadora de la selección femenina de waterpolo de España desde su debut en competiciones internacionales. Ha llegado a disputar el Campeonato Europeo de Waterpolo Femenino de 2024 así como el Campeonato Mundial de Waterpolo Femenino de 2024. Uno de los mayores logros de su carrera llegó en los Juegos Olímpicos de París 2024, donde el equipo español consiguió la medalla de oro tras ganar en la final a Australia por 11-9.

## Palmarés internacional
| \| Juegos Olímpicos \| Juegos Olímpicos \| Juegos Olímpicos \| Juegos Olímpicos \| \| Año \| Lugar \| Medalla \| \| \| ------------------ \| ------------------------- \| ---------------- \| ---------------- \| \| 2024 \| París ( Francia) \| \| \| \| Campeonato Mundial \| \| \| \| \| Año \| Lugar \| Medalla \| \| \| 2024 \| Doha ( Catar) \| \| \| \| Campeonato Europeo \| \| \| \| \| Año \| Lugar \| Medalla \| \| \| 2024 \| Eindhoven ( Países Bajos) \| \| \| |                           |         |
| Juegos Olímpicos |                           |         |
| Año | Lugar                     | Medalla |
| 2024 | París ( Francia)          |         |
| Campeonato Mundial |                           |         |
| Año | Lugar                     | Medalla |
| 2024 | Doha ( Catar)             |         |
| Campeonato Europeo |                           |         |
| Año | Lugar                     | Medalla |
| 2024 | Eindhoven ( Países Bajos) |         |